# Renate Kaufmann

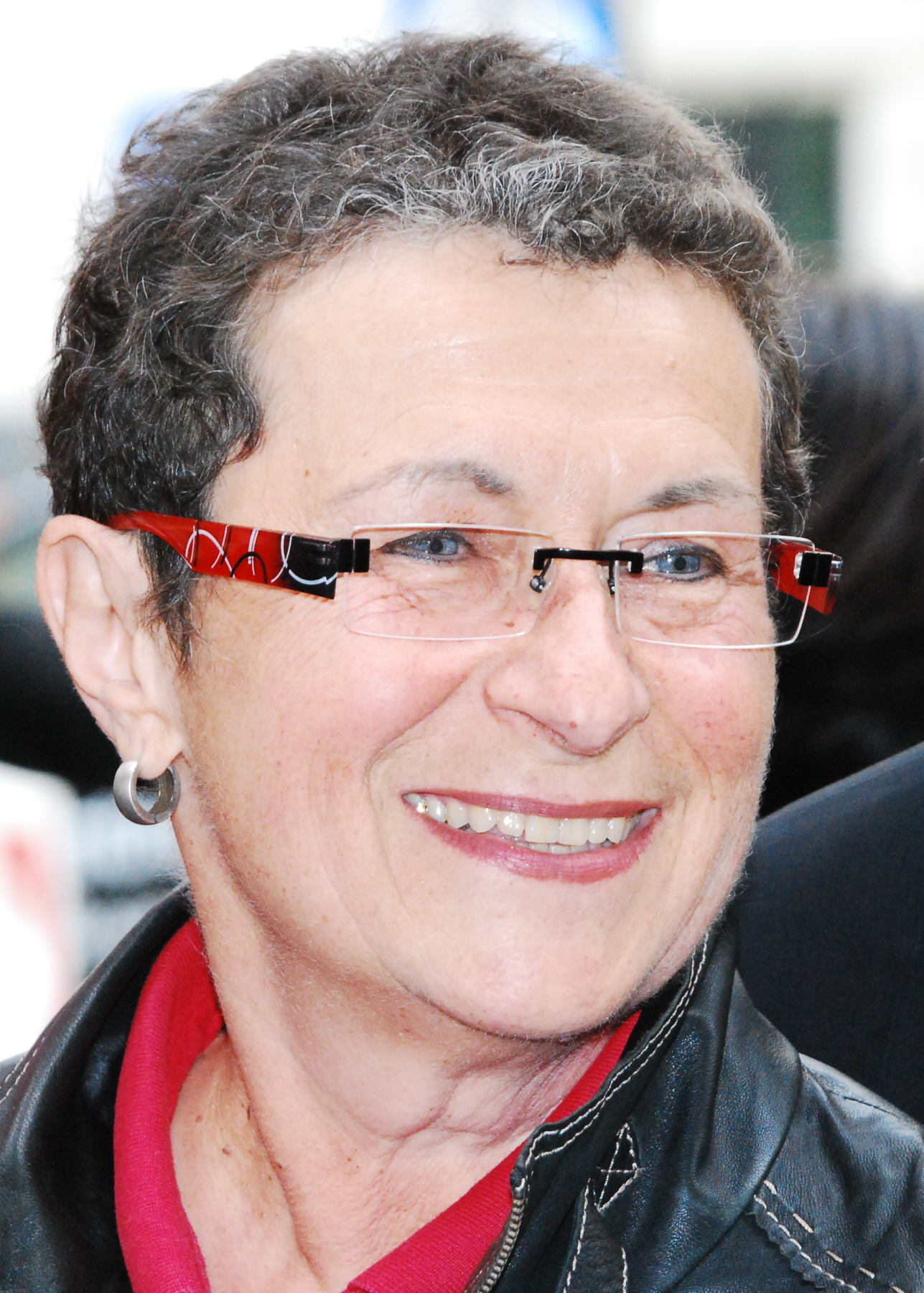
Renate Kaufmann (2012)

Renate Kaufmann (* 18. Juli 1955) ist eine österreichische Politikerin (SPÖ) und war von 2001 bis 2014 Bezirksvorsteherin des 6. Wiener Gemeindebezirks Mariahilf.

## Leben
Nachdem Kaufmann 1973 die Matura und 1976 die Lehramtsprüfung für Hauptschulen (Deutsch und technisches Werken) abgelegt hatte, war sie bis 1978 im Lehrbetrieb tätig. 1978 ging die verheiratete Lehrerin in Karenz und wurde Mutter einer Tochter und eines Sohnes. Nach Weiterbildungen am WIFI in den Bereichen Programmierung, Buchhaltung, Lohnverrechnung, Kostenrechnung stieg sie wieder ins Berufsleben ein und arbeitete als EDV-Organisatorin. Seit 1993 ist Kaufmann hauptberuflich als Politikerin tätig.
Kaufmann hatte diverse Funktionen in der SPÖ Mariahilf inne, bevor sie 1993 zur Fraktionsvorsitzenden der SPÖ-Mariahilf und  Bezirksvorsteher-Stellvertreterin in Mariahilf gewählt wurde. Am 2. Mai 2001 übernahm Kaufmann das Amt der Bezirksvorsteherin in Mariahilf. Von Beginn ihrer Tätigkeit an verfolgte sie das Ziel den Naschmarkt zu sanieren und die Mariahilfer Straße zur Fußgeherzone umzugestalten. Nachdem ihr das durch Unterstützung der grünen Vizebürgermeisterin Maria Vassilakou gelungen war, trat sie zum 1. Mai 2014 in den Ruhestand.
Der bisherige Bezirksrat Markus Rumelhart wurde zu Kaufmanns Nachfolger bestimmt.
Seit 2019 betreibt Kaufmann ihren „Oma-Blog“: hier gibt sie Ratschläge zu verschiedensten Bereichen des Lebens, veröffentlicht Rezepte und schreibt ein Tagebuch. Im März 2020 fügte sie ein Corona-Tagebuch hinzu.